# مملكة ألمانيا

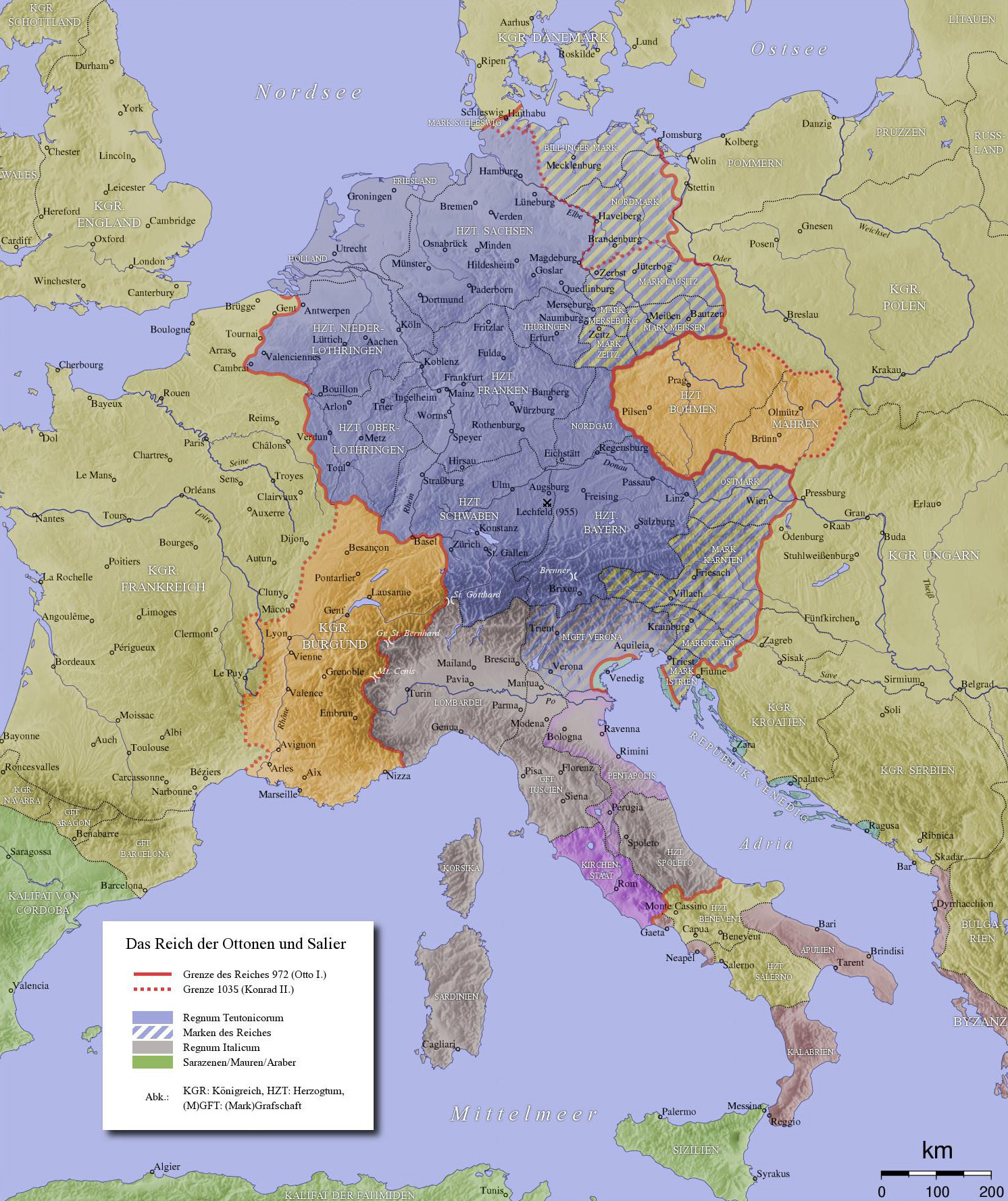
خريطة مملكة ألمانيا داخل حدود الإمبراطورية الرومانية المقدسة حوالي عام 1000 م.

مملكة ألمانيا أو المملكة الألمانية (باللاتينية: Regnum teutonicorum «مملكة الألمان/التيوتونيين»، Regnum teutonicum «المملكة التيوتونية») نشأت من المملكة الفرنجية الشرقية، الجزء الشرقي من الإمبراطورية الكارولنجية السابقة، على امتداد القرن التاسع حتى القرن الحادي عشر. تشكّلت المملكة الفرنجية الشرقية من معاهدة فيردان 843، وحُكِمت من قبل السلالة الكارولنجية حتى عام 911، والتي باتت بعدها الملكية انتخابيةً. كان الناخبون الأوليون حكام الدوقيّات القبليّة، الذين عادةً ما اختاروا واحدًا منهم. بعد عام 962، عند تنصيب أوتو الأول إمبراطورًا، شكلت مملكة الفرنجية الشرقية الجزء الأكبر من الإمبراطورية الرومانية المقدسة إلى جانب إيطاليا، وشملت في ما بعد بوهيميا (بعد عام 1004) وبورغوندي (بعد عام 1032).
شأنها شأن إنجلترا العصور الوسطى وفرنسا العصور الوسطى، تأسست ألمانيا العصور الوسطى من تكتل قبائل أو أمم أو حكوماتٍ أصغر في العصور الوسطى العليا. دخل مصطلح rex teutonicorum («ملك الألمان») حيز الاستخدام للمرة الأولى في إيطاليا نحو عام 1000. وبات شائعًا عبر المحكمة العليا للبابا غريغوري السابع خلال نزاع التنصيب (أواخر القرن الحادي عشر)، ربما كأداةٍ للمجادلة ضد الإمبراطور هنري الرابع. في القرن الثاني عشر، وللتأكيد على الطابع الإمبراطوري والعابر للحدود لمنصبهم، بدأ الأباطرة تطبيق اللقب Rex Romanorum (ملك الرومان) على انتخابهم (من قبل ناخبي الأمير، سبعة نبلاء ورؤساء أساقفة ألمان). أُسقِطت التسميات المميزة لألمانيا وإيطاليا وبورغوندي، التي عادةً ما امتلكت محاكمها وقوانينها وقضاءها، تدريجيًا من الاستخدام. بعد الإصلاح الإمبراطوري واجتماع أوغسبورغ، قُسِّم القسم الألماني من الإمبراطورية الرومانية المقدسة إلى رايخسكرايسي Reichskreise (الدوائر الإمبراطورية)، التي عيّنت فعليًا حدود ألمانيا في مواجهة الأراضي الإمبراطورية خارج الدوائر الإمبراطورية: إيطاليا الإمبراطورية والمملكة البوهيمية والاتحاد السويسري القديم. ومع ذلك، ثمة ذِكرٌ قليل نسبيًا للمملكة الألمانية بمعزل عن الإمبراطورية الرومانية المقدسة.

## الاصطلاح
سُمّي الجزء الشرقي من معاهدة فيردان ريغنوم فرانكوريوم أوريينتاليوم Regnum Francorum Orientalium أو فرانسيا أوريينتالز Francia Orientalis: المملكة الفرنجية الشرقية أو باختصار فرنجة الشرقية. وكانت النصف الشرقي من أستراسيا الميروفينجية القديمة. كان «الفرنجة الشرقيون» (أو الأستراسيون) أنفسهم شعب فرنكونيا، التي استوطنها الفرنجة. كانت يُشار إلى الشعوب الأخرى للفرنجة الشرقيين، الساكسونيون والفريزيون والثورينغيون وغيرهم، تيوتونيكي Teutonici (أو الألمان) وفي بعض الأحيان بالفرنجة مع تغيّر الهويات الإثنية على مدار القرن التاسع.
يبيّن استعراض حوْليات يوفافينسس (أو حوليات سالزبورغ) لعام 919، وهي حديثة تقريبًا لكنها حُفِظت فقط في نسخة تعود للقرن الثاني عشر، أن Baiuarii sponte se reddiderunt Arnolfo duci et regnare ei fecerunt in regno teutonicorum، أي أن «آرنولف، دوق البافاريين، انتُخب ليحكم في مملكة الألمان». يختلف المؤرخون إذا ما كان هذا النص هو ما كان قد كتب في النسخة الأصلية المفقودة، وكذلك يختلفون على مسألة أشمل حول إذا ما كانت فكرة المملكة بصفتها ألمانيةً، لا فرنجية، تعود إلى القرن العاشر أو القرن الحادي عشر، غير أن فكرة المملكة بصفتها «ألمانية» كانت قد ترسّخت بحلول نهاية القرن الحادي عشر.
بدأ الأمر في أواخر القرن الحادي عشر، خلال نزاع التنصيب، مع استخدام الكوريا الرومانية لمصطلح ريغنوم تيوتونكوريوم Regnum Teutoncorum ليشير إلى مملكة هنري الرابع بهدف إضعافه إلى مستوى ملوك أوروبا الآخرين، في حين بدأ هو نفسه باستخدام لقب ريكس رومانوريوم Rex Romanorum أو ملك الرومان ليشدد على حقه الإلهي بالإمبراطورية الرومانية. تكرر استخدام هذا اللقب من قبل الملوك الألمان أنفسهم، رغم أنهم تنازلوا فعلًا واستخدموا الألقاب «التيوتونية» حين كانت دبلوماسية، مثل رسالة فريدريك باربوسا إلى البابا مشيرًا إلى تلقيه كورونام تيوتونيكي ريغني coronam Theutonici regni (تاج المملكة الألمانية). واصل الملوك والكهنة الأجانب الإشارة إلى المملكة الألمانية والمملكة ومملكة ألمانية. طُبّقت مصطلحات إمبيريوم/إمبراتور  Imperium\Imperatorأو إمبراطورية/إمبراطور على المملكة الألمانية وحكامها، ما يشير إلى اعترافٍ بمكانتهم الإمبراطورية غير أنها مُزجت مع إشارات «تيوتونية» و«ألمانية» كإنكار لرومانيتهم وحكمهم الشامل. بدأ مصطلح مملكة ألمانيا Regnum Germaniae بالظهور حتى في المصادر الألمانية مع بداية القرن الرابع عشر.
ولذلك، كان ثمة إجماع طوال العصور الوسطى على أن ملك ألمانيا (المنتخب) كان أيضًا إمبراطور الرومان. كان لقبه ملكيًا (ملك الألمان، أو منذ عام 1237 ملك الرومان) منذ انتخابه حتى تتويجه في روما من قبل البابا، ومنذ ذلك الحين فصاعدًا كان إمبراطورًا. بعد وفاة فريدريك الثاني عام 1250، لم يجد الميل تجاه «مملكة ألمانية مُتخيّلة بوضوح أكبر» أية دعامةٍ حقيقية. بات اللقب «ملك الرومان» محجوزًا بصورة أقل فأقل للإمبراطور المنتخب ولكن غير المتوّج في روما، كان الإمبراطور المنتخب إما يُعرف بالملك الألماني أو ببساطة لقّب نفسه بـ«إمبراطور» (أنظر مثال لويس الرابع في الأسفل). حُدِّدت بداية تاريخ الحكم إما في يوم الانتخاب (فيليب السوابي ورودولف الأول) أو في يوم التتويج (أوتو الرابع وهنري السابع ولويس الرابع وتشارلز الرابع). أصبح يوم الانتخاب تاريخ البدء بشكل دائم مع سيغيسموند.
في النهاية، غير ماكسيمليان الأول لقب الإمبراطور في عام 1508، بموافقة البابا: بعد تتويجه الألماني، كان لقبه دي غراتيا رومانوريوم إمبراتور إيليكتوس سيمبر أوغوستوس Dei gratia Romanorum imperator electus semper augustus. أي أنه كان «الإمبرطور المنتخب»: مصطلح لم يكن يشير إلى أنه كان الإمبراطور المنتظر أو أنه ليس إمبراطورًا رسميًا بعد، بل فقط أنه كان إمبراطورًا بفضل الانتخاب لا بفضل تتويج البابا (بواسطة التقاليد، كان قد احتُفظ باللقب ريكس رومانوريوم إيليكتوس rex Romanorum electus بين الانتخاب والتتويج الألماني). في الوقت نفسه، استمر تقليد انتخاب الوريث الواضح كملك الرومان خلال حياة الإمبراطور. لهذا السبب، بات اللقب «ملك الرومان» (ريكس رومانوريوم rex Romanorum ، أحيانًا «ملك الألمان» أو ريكس تيوتونيكوريوم rex Teutonicorum) يعني الوريث الواضح، وانتُخب الخلف فيما كان الإمبراطور ما يزال على قيد الحياة.
كان رئيس أساقفة ماينز يشغل منصب المستشار الأعلى لألمانيا، كما كان زملاؤه رئيس أساقفة كولن ورئيس أساقفة تريير، على التوالي، المستشارين الأعلى لإيطاليا وبورغوندي. استمر استخدام هذه الألقاب حتى زوال الإمبراطورية، غير أن المحكمة العليا هي فقط ما كان موجودًا في الواقع.

## التطور

### العصر الكارولينجي 843-911
واجه التقسيم الثلاثي للإمبراطورية الكارولنجية الذي أقامته معاهدة فيردان تحديًا منذ وقت باكر مع وفاة الإمبراطور لوثر الأول عام 855. كان الإمبراطور قد قسّم مملكته فرنجة الوسطى بين أبنائه الثلاثة ومباشرة أصبح القسم الشمالي الأقصى من التقسيمات الثلاثة، لوثارينجيا، موضع خلافٍ بين ملوك الشرق وفرنجة الغربية. استمرت الحرب من أجل لوثارينجيا حتى عام 925. توفي لوثر لوثارينيجا الثاني عام 869 وقسّمت معاهدة ميرسين (870) المملكة بين فرنجة الشرقية والغربية، لكن ملوك فرنجة الغربية تخلّوا عن حقهم الشرعي إلى فرنجة الشرقية من خلال معاهدة ريبيمونت عام 880. رسمت معاهدة ريبيمونت الحدود بين فرنسا وألمانيا حتى القرن الرابع عشر. حاول النبلاء اللوثريون الحفاظ على استقلال حكمهم لفرنجة الشرقية والغربية بتغيير ولائهم حسبما يرغبون مع وفاة الملك لودفيش الطفل عام 911، إلا أن رودولف ملك فرنجة الغربية تنازل في النهاية في عام 925 عن فرنجة الشرقية وتشكّلت منذ ذلك الحين دوقية لورين ضمن مملكة فرنجة الشرقية.
قَسِّمت مملكة الفرنجة الشرقية إلى ثلاثة أقسام مع وفاة لودفيش الجرماني (875). عادةً ما أُشير إليها ب «ساكسونيا» و«بافاريا» و«سوابيا» (أو «ألمانيا»)، حُكِمت هذه الممالك من قبل أبناء لويس الثلاثة بالتعاون ووحدت من قبل تشارلز البدين في عام 822. وُجِدت فروقات إقليمية بين شعوب الأقاليم المختلفة للمملكة ويمكن بسهولة وصف كل أقليم من قبل المعاصرين بالمملكة Regnum، برغم أن كل إقليمٍ لم يكن قطعًا مملكةً بحد ذاته. حافظت اللغة الجرمانية المشتركة وعادات الحكم المشترك العائدة إلى عام 843 على روابط سياسية بين الممالك المختلفة ومنعت المملكة من التمزق بعد وفاة تشارلز البدين. اجتاز عمل لويس الألماني للحفاظ على مملكته ومنحها حكومة ملكية قوية طريقًا طويلًا لإقامة دولة فرنجية شرقية (أي ألمانية).